# Joaquim Oliveira
Joaquim Francisco Alves Ferreira de Oliveira (* 12. Februar 1947 in Penafiel, Portugal; † 16. August 2025) war ein portugiesischer Medientycoon.
1984 begann Joaquim Oliveira mit der Etablierung der Firma Olivedesportos, die sich der Kommerzialisierung von TV-Übertragungsrechten sowie Werbung und Marketing im Sport widmete. Zwölf Jahre später gründete Oliveira den portugiesischen Pay-TV-Sender Sport TV, zusammen mit dem Fernsehsender RTP und dem Telekommunikationsunterthemen Portugal Telecom.
Im Jahr 2000 etablierte er zusammen mit der Portugal Telecom ein Joint Venture mit dem Namen Sportinveste. Dieses Unternehmen kümmert sich vor allem um die kommerzielle Verwertung der Medienrechte der drei größten Fußballclubs des Landes, Benfica Lissabon, FC Porto und Sporting Lissabon.
Im Jahr 2004 erwarb Joaquim Oliveira von der RTP 50 % der Anteile, die diese an der Sport TV hatte, die dann zu gleichen Teilen von seiner Sportinveste und der damaligen PT Multimedia, jetzt ZON Multimédia, in Besitz genommen wurden. In der Zwischenzeit gründete Joaquim Oliveira sein Dachunternehmen Controlinveste, die über weitere wesentliche Zukäufe zu einem Mediengiganten in Portugal avancierte. Mittlerweile besitzt die Holding Controlinveste unter anderem zwei der wichtigsten Zeitungen Portugals, Diário de Notícias und Jornal de Notícias, sowie die Sportzeitung O Jogo und mehrere Fernsehkanäle, wie Sport TV und den Radiosender TSF.